# Живая вода (фильм, 1971)
«Жива́я вода́» — советский художественный фильм 1971 года режиссёра Григория Кохана по сценарию Тамары Шевченко.

## Сюжет
Данка Крылюк, живущая на Гуцульщине с двумя сыновьями, влюбляется в нового лесничего Антона после войны. Её старший сын Богдан не принимает Антона, что приводит к конфликту и поджогу леса. Младший сын Андрей приезжает домой с невестой и поддерживает мать, отказываясь играть свадьбу у брата. Богдан в конце понимает свою ошибку и приходит к матери.

## Роли исполняют
- Зинаида Кириенко — Данка Крылюк
- Лесь Сердюк — Антон Демьянович, лесник
- Иван Гаврилюк — Богдан, сын Данки
- Наталья Наум — Христина
- Виталий Смоляк — Кащич
- Александр Быструшкин — Андрей, сын Данки
- Галина Кравцова — Ирина
- Николай Наталушко — директор

В эпизодах:
- Анна Николаева
- О. Палагняк
- П. Маклащук
- Е. Слижук
- Зиновий Гердт (нет в титрах)

Озвучивание:
- Павел Морозенко (роль актёра Леся Сердюка, нет в титрах)

## Съёмочная группа
- Автор сценария: Тамара Шевченко
- Режиссёр-постановщик: Григорий Кохан
- Главный оператор: Александр Антипенко
- Главный художник: Пётр Максименко
- Композитор: Мирослав Скорик
- Звукооператор: Юрий Рыков
- Заслуженный симфонический оркестр Украинского телевидения и радио
  - Дирижёр: Вадим Гнедаш

## Съёмки
Съёмки фильма велись в интерьерах этнографического музея Гуцульщины (Коссово, Брестская область).

## Премьера
Премьера фильма состоялась в феврале 1972 года. За первый год кинопроката картину посмотрели 9,8 млн зрителей.